# Església de Santa Maria Maior de Tarouquela
L'església de Santa Maria Maior de Tarouquela és una església romànica situada a Tarouquela, al municipi de Cinfães, a Portugal. El 1945 fou classificada com a Monument nacional.